# Santo Domingo (Nueva Ecija)
Santo Domingo (Bayan ng Santo Domingo) är en kommun i Filippinerna. Kommunen ligger på ön Luzon, och tillhör provinsen Nueva Ecija. Folkmängden uppgår till 45 934 invånare.

## Barangayer
Santo Domingo är indelat i 24 barangayer.
| - Baloc - Buasao - Burgos - Cabugao - Casulucan - Comitang - Concepcion - Dolores - General Luna - Hulo - Mabini - Malasin | - Malayantoc - Mambarao - Poblacion - Malaya (Pook Malaya) - Pulong Buli - Sagaba - San Agustin - San Fabian - San Francisco - San Pascual - Santa Rita - Santo Rosario |